# ゆりまち袖ケ浦駅前モール
ゆりまち袖ケ浦駅前モール（ゆりまちそでがうらえきまえモール）は、千葉県袖ケ浦市にある商業施設である。

## 店舗
・せんどう袖ヶ浦店
・セイムスゆりまち袖ヶ浦駅前モール店
・グリーンアロートランポリンパークゆりまち袖ヶ浦駅前モール店
・サイゼリヤゆりまち袖ヶ浦駅前モール店
・キャンドゥゆりまち袖ヶ浦駅前モール店
・ドミノピザゆりまち袖ヶ浦駅前モール店

## 概要
内房線袖ケ浦駅北口の駅前に立地する。キーテナントとしてスーパーマーケットのせんどうが入居する。この他にレストランや温浴施設の開業も予定されている。
2018年8月20日に、新昭和よりプレスリリースにてプロジェクト着工が発表された。
袖ケ浦駅北口は、「袖ケ浦駅海側特定土地区画整理事業」内に位置し、近隣には2019年9月19日に開業した東横INN袖ケ浦駅北口がある。